# Анета Сотирова
Анета Димитрова Сотирова е българска актриса.

## Кариера
Родена е на 8 май 1948 г. Завършва актьорско майсторство за драматичен театър във ВИТИЗ „Кръстьо Сарафов“ през 1973 г. в класа на проф. Кръстьо Мирски.
Актриса в Драматично-куклен театър (Враца) (1973 – 1974). От 1974 до 1990 г. е актриса в Театър „София“, където играе Боряна в „Боряна“ от Йордан Йовков, Маша в „Три сестри“ от Чехов, както и в „Седемте снежанки“ – джуджето+1 и „Носете си новите дрехи, момчета“ от Стефан Цанев. Превъплъщава се и в ролята на Магда – жената в „Апетит за череши“ от Агнешка Ожецка и Дорис в „Догодина по същото време“ от Бърнард Слейд. Участва и в „Хеда Габлер“ от Хенрик Ибсен. От 1990 г. е в Малък градски театър „Зад канала“. Ролите ѝ са в „Сексуални перверзии в Чикаго“ от Дейвид Мамет, „Българският модел“ от Станислав Стратиев, „Пилешка глава“ от Дьорд Шпиро, „Урбулешка трагедия“ от Душан Ковачевич, „Страданията на младия Вертер“ по Гьоте, „Слънчево с гръмотевици“ от Кен Лудвиг. Играе ролите на Дафинка в „Свекърва“ от Антон Страшимиров, Дойката в „Ромео и Жулиета“ от Уилям Шекспир, Жената в „Любов в Мадагаскар“ от Петер Турини, Елена в „Салон за плач“ от Юрий Дачев, Майката в „Харолд и Мод“ от Колин Хигинс, Жената в „Без кожа“ от Теодора Димова, Гладис У. в „Портретът на Дориан Г. (Почтени убийства)“ от Юрий Дачев. Играе и на сцената на Театър 199.
Гастролира със „Съвсем между нас“ от Алън Ейкбърн и като Марта в „Анонимен венецианец“ от Джузепе Берто.
Анета Сотирова се изявява и в киното. Играе ролята на Белослава в „Сватбите на Йоан Асен“, Венетка в „От нищо нещо“, Теменужка в „Двойникът“, Инженерката в „Стената“, режисьор Емил Цанев, Майката на Бранко в „Лавината“, както и в „Принцът и просякът“.
Участвала е в телевизионните продукции на БНТ: Катя в „Жар птица“, Естел в „Пурпурен прах“, в „Монахът и неговите синове“, „Приключение на таванския етаж“ и „Малка дневна музика“.
Озвучава в сериала „Алф“.
През 1976 г. печели Втора награда за женска роля на Йовкови тържества – Добрич за Боряна в „Боряна“. През 1996 г. – Наградата на САБ за женска роля за Дафинка в „Свекърва“ от Антон Страшимиров, а през 2000 г. – Награда за женска роля за Елена в „Салон за плач“ от Юрий Дачев. През 2003 г. Анета е отличена с „Аскеер“ за главна женска роля за Зара в „Без кожа“.
През периода 2015 – 2016 г. играе Фелина в сериала „Връзки“.

## Личен живот
През 1969 г. се омъжва за писателя и преводач Росен Босев, но двамата се развеждат през 1973 г.
От 1973 г. Сотирова е омъжена за психиатъра Борислав Стоянов. Заедно имат дъщеря – поп и джаз певицата Белослава, която е кръстена на героинята на Сотирова във филма „Сватбите на Йоан Асен ІІ“.

## Награди и отличия
- „II награда за женска роля“ за (Боряна) в „Боряна“ на Йовкови тържества (Толбухин, 1976).
- Наградата на САБ „За женска роля“ за пиесата „Свекърва“ (1996).
- „Награда за женска роля“ за (Елена) в „Салон за плач“ (2000).
- Награда Аскеер „за главна женска роля“ за (Зара) в „Без кожа“ (2003).

## Театрални роли
- „Сексуални перверзии в Чикаго“ (Дейвид Мамет)
- „Българският модел“ (Станислав Стратиев)
- „Пилешка глава“ (Дьорд Шпиро)
- „Урбулешка трагедия“ (Душан Ковачевич)
- „Ромео и Жулиета“ (Уилям Шекспир) – дойката
- „Страданията на младия Вертер“ (Гьоте)
- „Слънчево с гръмотевици“ (Кен Лудвиг)
- „Любов в Мадагаскар“ (Петер Турини) – жената
- „Харолд и Мод“ (Колин Хигинс) – майката
- „Портретът на Дориан Г. (Почтени убийства)“ (Юрий Дачев) – Гладис У.
- „Съвсем между нас“ (Алън Ейкбърн)
- „Анонимен венецианец“ (Джузепе Берто) – Марта
- „Салон за плач“ (2000) (Юрий Дачев) – Елена
- „Свекърва“ (1996) (Антон Страшимиров) – Дафинка
- „Без кожа“ (1996) (Теодора Димова) – Зара
- „Боряна“ (1976) (Йордан Йовков) – Боряна
- „Седемте снежанки – джуджето+1“ (Стефан Цанев)
- „Три сестри“ (Антон Чехов) – Маша
- „Носете си новите дрехи, момчета“ (Стефан Цанев)
- „Апетит за череши“ (Агнешка Ожецка) – Магда-Жената
- „Хеда Габлер“ (Хенрик Ибсен) – Хеда Габлер
- „Догодина по същото време“ (Бърнард Слейд) – Дорис

## Телевизионен театър
- „Големанов“ (по Ст. Л. Костов, сц. и реж. Иван Ничев, 1995) –  Големанова
- „Крадецът на тролейбуси“ от Георги Данаилов (1990)
- „Ах, този вуйчо“ (мюзикъл), 2 части (1988)
- „Малка дневна музика“ (мюзикъл) (1988)
- „Фарисеи“ (Димитрис Псатас) (1988)
- „Да отгледаш кукувица“ (сц. и реж. Иван Рачев по едноименната повест на Дико Фучеджиев) (1987)
- „Последният посетител“ (Владлен Дозорцев) (1987)
- „Гарвани“ (Анри Бек) (1987)
- „Среднощна история“ (Шон О Кейси) (1985)
- „Службогонци“ (1985) (от Иван Вазов, реж. Коста Наумов)
- „Смъртта на търговския пътник“ (1984) (от Артър Милър, реж. Магда Каменова) – жената
- „Синьобелият скреж“ (Кольо Георгиев) (1984)
- „Вратите хлопат“ (1983) (Мишел Фермо)
- „Орхидеите растат на Монте Гросо“ (1982) (Любен Попов)
- „Майка на своите деца“ (1981) (Александър Афиногеев)
- „Шлагери“ (1980) (Любен Попов)
- „Новата линия“ (Генадий Бокарьов) (1978)
- „Нощният отпуск на затворника М“ (Богдан Глогински) (1978)
- „За да останем хора“ (1977) (Михаил Шатров)

## Филмография
| Година           | Филми и Сериали                | Серии | Копродукции       | Роля |
| ---------------- | ------------------------------ | ----- | ----------------- | --- |
| 2016             | Летовници                      |       |                   | Веска |
| 2010             | Ако някой те обича             |       |                   | учителката по руски език Кузмина                                                                                        |
| 2015 – 2016      | Връзки                         | 20    |                   | Фелина (в 10 серии – 2015)                                                                                              |
| 2005             | Принцът и просякът             |       |                   | |
| 2001             | Печалбата                      |       |                   | майката на Къри |
| 2002 – 2003      | Камера! Завеса!                | 6     |                   | Лалка Ганчева, гардеробиерката в 3 серии (I, II, III)                                                                   |
| 1999, 2000, 2010 | Клиника на третия етаж         | 35    |                   | тъщата Елена Радева (в 9 серии: V, XXI, XXIV, XXV, XXVI, XXVIII, XXX, XXXI, XXXV)                                       |
| 1997             | 14 целувки                     |       |                   | жената с маймунката |
| 1994             | Любовни сънища                 |       | България / Италия | |
| 1993 – 1995      | Полицаи и престъпници          | 3     |                   | Анелия Маврова, „Желязната лейди“ (в 3-та „Нощта на самодивите“)                                                        |
| 1991 – 1992      | Любовниците                    | 8     |                   | майката (във 2-ра серия: Сами (1991))                                                                                   |
| 1991             | О, Господи, къде си?           |       |                   | Сиракова |
| 1991             | Бронзовата лисица              |       |                   | майката на Борис |
| 1990             | Софийска история               |       |                   | майката на Бистра |
| 1990             | Племенникът чужденец           |       |                   | жената на генерала |
| 1987             | Само ти, сърце...              |       |                   | сестра Елисавета Крайчева                                                                                               |
| 1987             | Приключение на таванския етаж  |       |                   | |
| 1985             | Маневри на V етаж              |       |                   | Стефчето |
| 1984             | Стената                        |       |                   | Жана Лазарова |
| 1984             | Откога те чакам                |       |                   | племенничката на Хаджиева                                                                                               |
| 1984             | Последното приключение         |       |                   | Нели Цветкова |
| 1983             | Голямата игра („Большая игра“) | 6     | СССР / България   | Софи Сфорция-Луиджи, , жена на режисьора Руиджи и сестра на Франческа                                                   |
| 1983             | За една тройка...?!            |       |                   | майката на Марги |
| 1982             | Куче в чекмедже                |       |                   | майката на Андрей |
| 1982             | Лавина                         |       |                   | Ани, майката на Бранко                                                                                                  |
| 1981             | Приятели за вечеря             |       |                   | Ели Желева, съпругата на Пепи                                                                                           |
| 1980             | Двойникът                      |       |                   | Теменужка, братовчедка на Иван                                                                                          |
| 1980             | Въздушният човек               |       |                   | Донето |
| 1979             | От нищо нещо                   |       |                   | Венетка Върбанова, съпругата на Панчо                                                                                   |
| 1979             | Дулцинея Бистроева             |       |                   | любовницата |
| 1979             | Хора и богове                  | 3     |                   | Аня, съпруга на Валерий                                                                                                 |
| 1978             | Войната на таралежите          | 5     |                   | секретарката |
| 1978             | Изчезналият проектант          |       |                   | колежка |
| 1977 – 1982      | Четвъртото измерение           | 6     |                   | Яна |
| 1975             | Сладко и горчиво               |       |                   | жената на капитана |
| 1975             | Сватбите на Йоан Асен          | 2     |                   | Белослава дъщеря е на цар Йоан Асен II и Мария, българска княгиня и сръбска кралица, съпруга на крал Стефан Владислав I |
| 1975             | Присъствие                     |       |                   | |
| 1974             | Белият камък                   |       |                   | |
| 1972 – 1980      | Лека нощ, възрастни!..         | 27    |                   | |
| 1970             | Сбогом, приятели!              |       |                   | |
| ?                | Малка дневна музика            |       |                   | |
| ?                | Бомба за XXI век               |       |                   | |

## Дублаж
- „Алф“ – Кейт Танер, Ракел Ачмонек, Дороти Халиган Дийвър (майката на Кейт) и други